# TD Bank International Cycling Championship 2011
La XXVII edición del Philadelphia International, ese año oficialmente denominado TD Bank International Cycling Championship, se disputó el domingo 5 de junio de 2011, por varios circuitos urbanos dentro de Filadelfia, sobre un trazado de 251 km.
La prueba perteneció al UCI America Tour 2011 de los Circuitos Continentales UCI, dentro de la máxima categoría: 1.HC,  otorgando puntos para dicho campeonato.
Participaron 21 equipos. 2 equipos de categoría UCI ProTour (HTC-Highroad y Liquigas-Cannondale); 4 de categoría Profesional Continental (Geox-TMC, Team SpiderTech powered by C10, Team Type 1-Sanofi Aventis y UnitedHealthcare Pro Cycling Team); 14 de categoría Continental (Amore & Vita, Bissell Pro Cycling Team, Champion System, Chipotle Development Team, Jamis-Sutter Home, Jelly Belly Cycling Team, Kelly Benefit Strategies-OptumHealth, Kenda/5-Hour Energy Pro Cycling, PureBlack Racing, RealCyclist.com Cycling Team, Team CykelCity, Team Exergy, V Australia y Wonderful Pistachios Cycling Team); y la Selección de Dinamarca. Formando así un pelotón de 155 corredores, con entre 5 (HTC-Highroad y Team CykelCity) y 10 (Bissell Pro Cycling Team) cada equipo, de los que acabaron 109.
El ganador final fue Alex Rasmussen tras ganar en el sprint a Peter Sagan y Robert Förster respectivamente.
En la única clasificación secundaria, la de la montaña, se impuso Alex Hagman.

## Clasificación final
| Posición | Ciclista              | Equipo                | Tiempo     | Puntos UCI |
| -------- | --------------------- | --------------------- | ---------- | ---------- |
| 1º       | Alex Rasmussen        | HTC-Highroad          | 5h 59' 04" | 100 **     |
| 2º       | Peter Sagan           | Liquigas-Cannondale   | m.t.       | 70 **      |
| 3º       | Robert Förster        | UnitedHealthcare      | m.t.       | 40         |
| 4º       | Ken Hanson            | Jelly Belly           | m.t.       | 30         |
| 5º       | Jure Kocjan           | Type 1-Sanofi Aventis | m.t.       | 25         |
| 6º       | James Willianson      | PureBlack Racing      | m.t.       | 20         |
| 7º       | Matthias Friedemann   | Champion System       | m.t.       | 15         |
| 8º       | Yosvany Falcon        | RealCyclist.com       | m.t.       | 10         |
| 9º       | Aaron Kemps           | V Australia           | m.t.       | 9          |
| 10º      | Carlos Eduardo Alzate | Exergy                | m.t.       | 8          |

| Posiciones desde el 11.º hasta el 15.º | Posiciones desde el 11.º hasta el 15.º | Posiciones desde el 11.º hasta el 15.º | Posiciones desde el 11.º hasta el 15.º | Posiciones desde el 11.º hasta el 15.º | Posiciones desde el 11.º hasta el 15.º |
| Posición                               | Ciclista                               | Equipo                                 | Tiempo                                 | Puntos UCI                             |                                        |
| -------------------------------------- | -------------------------------------- | -------------------------------------- | -------------------------------------- | -------------------------------------- | -------------------------------------- |
| 11º                                    | Shawn Milne                            | Kenda- 5/Hour Energy                   | m.t.                                   | 7                                      |                                        |
| 12º                                    | Fred Rodríguez                         | Exergy                                 | m.t.                                   | 6                                      |                                        |
| 13º                                    | Hilton Clarke                          | UnitedHealthcare                       | m.t.                                   | 5                                      |                                        |
| 14º                                    | Alejandro Borrajo                      | Jamis-Sutter Home                      | m.t.                                   | 4                                      |                                        |
| 15º                                    | Aldo Ino Ilešič                        | Team Type 1-Sanofi Aventis             | m.t.                                   | 3                                      |                                        |

- ** Sus puntos no van a la clasificación del UCI America Tour, ya que pertenece a un equipo ProTour. El UCI America Tour es una clasificación cerrada a ciclistas de equipos Pro Continentales, Continentales y amateurs..[6]
- m.t.: Mismo tiempo.